# Trompeta china
Trompeta china är också det spanska namnet på kinesisk trumpetfisk

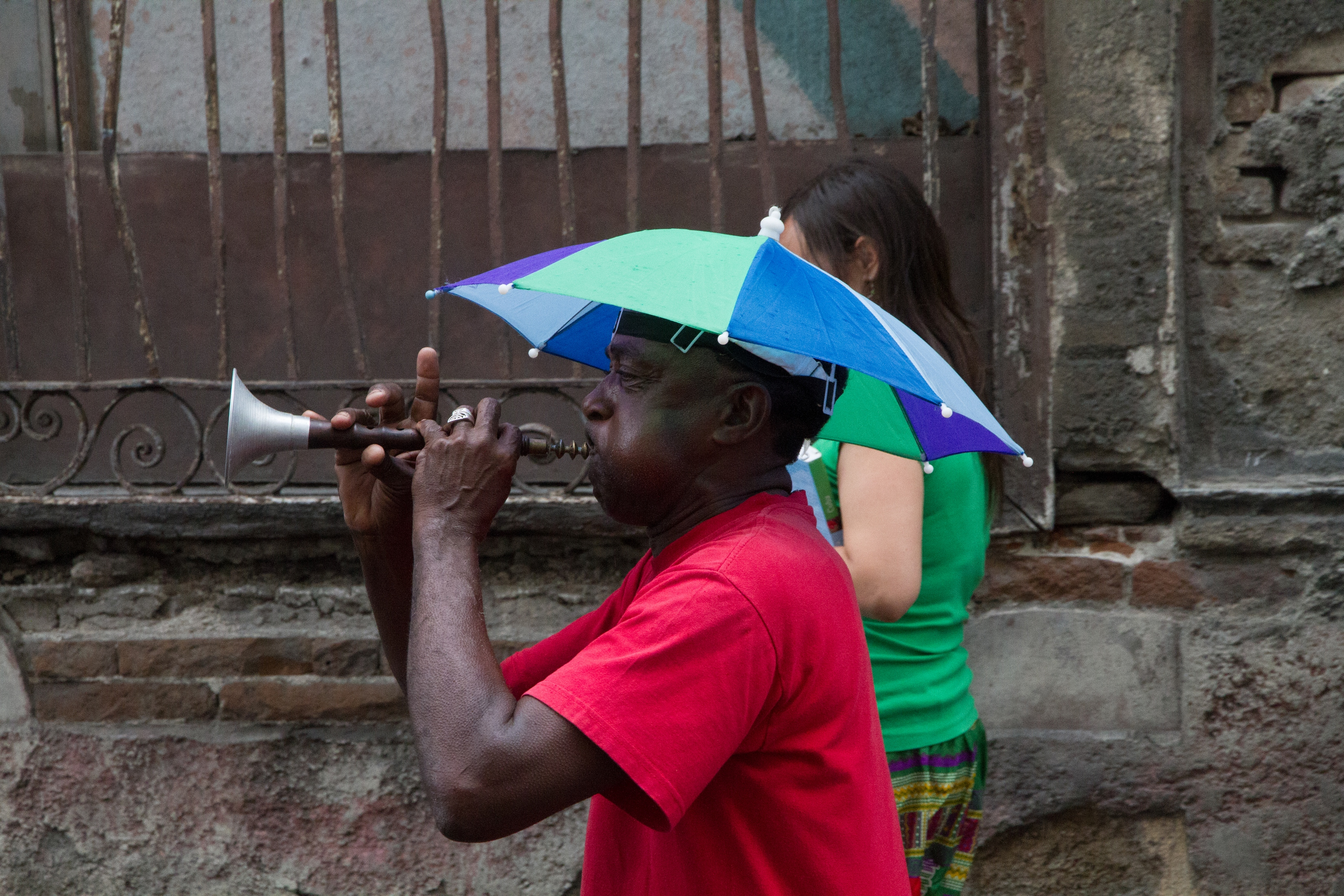
Kubansk man med Trompeta china.

Trompeta china är vad det kinesiska blåsinstrumetet suona, som har rötter i Centralasien eller Persien (se: Zurna), kallas på Kuba, dit det kom med kinesisk arbetskraft i slutet av kolonialtiden. Det har sedan slutet av 1800-talet kommit att bliv ett av de traditionella kubanska musikinstrumenten främst i Havanna och provinsen Oriente. Det spelas i vissa former av son och, framför allt, i conga santiaguera.